# Frederick Beck
Frederick Beck (¿-?)era un luchador británico que compitió en los Juegos Olímpicos de 1908 en Londres.
Beck ganó la medalla de bronce olímpica en lucha libre en los Juegos Olímpicos de 1908 en Londres. Se quedó en tercer lugar en la categoría de peso de peso detrás de sus compatriotas Stanley Bacon y George de Relwyskow.